# Lorenzo Maggiori
Lorenzo Maggiori (Sant'Elpidio a Mare, 1850 – 21 settembre 1872) è stato un nobile e filantropo italiano.
Nasce a Sant'Elpidio a Mare, nella tenuta di caccia della famiglia “Il Castellano” dalla ricca e nobile famiglia fermana dei conti Maggiori, nel 1850 dal conte Annibale e dalla contessa Costanza Urbani di Monte San Martino. È ricordato per le sue donazioni alla città di Fermo.
Fra i lasciti principali si ricordano le statue celebranti i poeti Annibal Caro e Giacomo Leopardi, fra le più conosciute della città di Fermo.
Un altro suo lascito è anche il fondo librario di famiglia oggi conservato alla biblioteca cittadina e ricordato da una lapide in latino all'ingresso dell'edificio.
Tra le altre opere filantropiche si ricordano inoltre le donazioni ai poveri e agli orfani.
| Controllo di autorità | SBN SIPV178409 |